# حول محرور (إب)

تعديل مصدري - تعديل

حول محرور محلة تابعة لقرية الجبجب، التابعة لعزلة المقاطن بمديرية إب إحدى مديريات محافظة إب في الجمهورية اليمنية.، بلغ تعداد سكانها 128 حسب تعداد اليمن لعام 2004.